# 1933.
◄ | 19. stoljeće | 20. stoljeće | 21. stoljeće | ►
◄ | 1900-ih | 1910-ih | 1920-ih | 1930-ih | 1940-ih | 1950-ih | 1960-ih | ►
◄◄ | ◄ | 1930. | 1931. | 1932. | 1933. | 1934. | 1935. | 1936. | ► | ►►
Arhitektura • Astronomija • Biologija • Film • Fotografija • Glazba • Kazalište • Kemija • Kiparstvo • Knjige • Književnost • Kršćanstvo • Meteorologija • Medicina • Planinarstvo • Politika • Pravo • Promet • Slikarstvo • Strip • Šport • Televizija • Znanost • Zrakoplovstvo • Željeznički promet

## Događaji
- Papa Pio XII. proglasio je cijelu godinu (od 2. travnja 1933. do 2. travnja 1934.) Svetom godinom u spomen na 1900 godina od uskrsnuća Isusa Krista.
- travanj – Hitler zatvara inovativnu školu Bauhaus zbog optužbe za komunizam i socijalni liberalizam.
- 7. kolovoza. – Dan kad je počinjen najveći dio pokolja u Simelu u sj. Iraku, kojeg su organizirali i počinili irački organi vlasti, pri čemu je pobijeno oko 3.000 asirskih kršćana. , Asirci obilježavaju ovaj dan kao Mučenički dan odnosno Nacionalni dan žalosti.
- 1. listopada – U Čehoslovačkoj je Konrad Henlein objavio osnivanje "Zavičajne fronte sudetskih Nijemaca".
- 29. prosinca – Rumunjski premijer Ion G. Duca postao je u Sinaji žrtvom atentata fašističke tajne udruge "željezna garda ".

## Rođenja

### Siječanj – ožujak
- 6. siječnja – Slavica Maras-Mikulandra, hrvatska glumica i pjesnikinja († 2010.)
- 15. siječnja – Josip Pankretić, hrvatski političar († 1998.)
- 17. siječnja – Dalida, međunarodna glazbena diva († 1978.)
- 18. siječnja – John Boorman, britanski redatelj
- 31. siječnja – Nikola Filipović, hrvatski pravnik († 2007.)
- 13. veljače – Kim Novak, američka glumica
- 19. veljače – Petar Šimunović, hrvatski jezikolovac i akademik († 2014.)
- 1. ožujka – Špiro Guberina, hrvatski glumac († 2020.)
- 5. ožujka – Walter Kasper, njemački kardinal
- 14. ožujka – Michael Caine, britanski glumac
- 14. ožujka – Quincy Jones, američki glazbeni producent († 2024.)

### Travanj – lipanj
- 19. travnja – Jayne Mansfield, američka glumica († 1967.)
- 19. travnja – Anđela Potočnik, hrvatska folklorna umjetnica († 2013.)
- 30. travnja – Willie Nelson, američki glazbenik i glumac
- 3. svibnja – James Brown, američki glazbenik i glumac († 2006.)
- 7. svibnja – Damir Mejovšek, hrvatski dramski umjetnik († 2006.)
- 23. svibnja – Joan Collins, britanska glumica
- 27. svibnja – Branko Sokač, hrvatski geolog i akademik († 2021.)
- 27. svibnja – Ivan Šugar, hrvatski botaničar († 2015.)
- 28. svibnja – Zelda Rubinstein, američka filmska i TV glumica († 2010.)
- 11. lipnja – Gene Wilder, američki glumac i komičar († 2016.)
- 19. lipnja – Otto Barić, hrvatski nogometni trener († 2020.)
- 20. lipnja – Danny Aiello, američki glumac († 2019.)
- 26. lipnja – Claudio Abbado, talijanski dirigent († 2014.)
- 30. lipnja – Tomislav Ivić, hrvatski nogometni trener i izbornik († 2011.)

### Srpanj – rujan
- 1. srpnja – Drago Bahun, hrvatski glumac († 1993.)
- 18. kolovoza – Just Fontaine, francuski nogometaš i trener († 2023.)
- 18. kolovoza – Roman Polański, francusko-poljski redatelj, scenarist, producent i glumac
- 22. kolovoza – Silva Košćina, hrvatska glumica († 1994.)
- 30. kolovoza – Ivan Kušan, hrvatski književnik i akademik († 2012.)
- 13. rujna – Duško Trifunović, bosanskohercegovački književnik († 2006.)
- 30. rujna – Josip Turčinović, hrvatski katolički svećenik († 1990.)

### Listopad – prosinac
- 20. listopada – Marija Ujević-Galetović, hrvatska kiparica († 2023.)
- 28. listopada – Garrincha, brazilski nogometaš († 1983.)
- 29. listopada – Dirjana Dojić, srpska glumica
- 3. studenog – Jeremy Brett, britanski glumac († 1995.)
- 20. studenog – Anne LaBastille, američka ekologinja († 2011.)
- 19. prosinca – Ivo Serdar, hrvatski glumac († 1985.)
- 23. prosinca- Akihito, japanski car
- 29. prosinca – Tomislav Raukar, hrvatski povjesničar

## Smrti

### Siječanj – ožujak
- 5. siječnja – Calvin Coolidge, 30. predsjednik SAD-a (* 1872.)
- 18. ožujka – Vendelin Vošnjak, slovenski franjevac hrvatskog porijekla, (* 1861.)

### Travanj – lipanj
- 18. travnja – Srećko Albini, hrvatski skladatelj i dirigent (* 1862.)
- 29. travnja. – Konstantin Kavafi,  grčki pjesnik (* 1863.)
- 13. svibnja – Louis Theodor Richard von Schubert, njemački general i vojni zapovjednik (* 1850.)
- 27. svibnja – Vjekoslav Spinčić, hrvatski političar (* 1848.)
- 7. lipnja – Dragutin Domjanić, hrvatski pjesnik (* 1875.)
- 20. lipnja – Clara Zetkin, njemačka revolucionarka i članica međunarodnoga radničkog pokreta (* 1857.)

### Srpanj – rujan
- 23. kolovoza – Adolf Loos, austrijsko-češki arhitekt (* 1870.)

### Listopad – prosinac
- 4. prosinca – Stefan George, njemački književnik (* 1868.)

## Nobelova nagrada za 1933. godinu
- Fizika: Paul A. M. Dirac und Erwin Schrödinger
- Kemija: nije dodijeljena
- Fiziologija i medicina: Thomas Hunt Morgan
- Književnost: Ivan Aleksejevič Bunin
- Mir: Norman Angell

## Vanjske poveznice
|  | Zajednički poslužitelj ima još gradiva o temi 1933. |